# Exotische Materie
Der Begriff exotische Materie der Teilchenphysik ist sehr weit gefasst. Er bezieht sich allgemein auf Teilchen, die nicht aus Elektronen, Protonen und Neutronen aufgebaut sind, und im Speziellen auf hypothetische Materie mit negativer Energiedichte. Letztere Art der Materie wurde bis heute noch nicht beobachtet.

## Exotische Zusammensetzungen von Elementarteilchen
Ein Beispiel für zusammengesetzte Teilchen, die nicht aus Elektronen, Protonen und Neutronen aufgebaut sind, sind Partikel, die aus Strange-Quarks bestehen sollen und daher Strangelets oder Strange Quark Nuggets genannt werden (siehe Seltsame Materie). Aufgrund theoretischer Überlegungen wurde diese Art von exotischer Materie schon 1984 von Edward Witten vorgeschlagen. Darauf aufbauend wurden auch Nachweismöglichkeiten für Strangelets und andere Materie mit der Dichte von Atomkernen (nuclearites) in geologischen Spuren und seismischen Signalen diskutiert. Bisher gibt es keine signifikanten Hinweise auf solche Materie, die Suche danach ist aber weiter Gegenstand der Forschung.
Die Vermutung, dass sich exotische Materie im Inneren von Neutronensternen als freie Quarks oder als Bose-Einstein-Kondensat finden lasse, hat sich inzwischen als sehr unwahrscheinlich herausgestellt.

## Materie mit negativer Energiedichte
Materie mit negativer Energiedichte kann theoretisch zur Erzeugung von Wurmlöchern oder der Realisierung eines Warp-Antriebs dienen. Es gibt allerdings keine Hinweise auf die Existenz solcher Materie. Insbesondere ist Antimaterie kein Beispiel für Materie mit negativer Masse, da auch Antimaterie Masse und damit eine positive Energiedichte hat.